# Радосавлевич, Вера
Вера «Нада» Радосавлевич (серб. Вера "Нада" Радосављевић; 22 сентября 1922, Брусник — август 1943, Заечар) — югославская сербская ученица, партизанка Народно-освободительной войны. Народный герой Югославии.

## Биография
Родилась 22 сентября 1922 в Бруснике близ Заечара в семье учителя. До 1932 года проживала в окрестностях Неготина, где работал её отец, там же окончила начальную школу. Училась в гимназии Скопье, в седьмом классе стала активистом студенческого революционного молодёжного движения. В Союз коммунистической молодёжи Югославии принята в 1940 году, за что была исключена из гимназии (по обвинению в написании оскорбительных писем в адрес принца-регента Павле). Окончила школу в Неготине в 1941 году.
После начала партизанской войны Вера вступила в партизанское подполье, распространяла партийную литературу и листовки. В том краю условия работы были особенно тяжкими: в конце 1941 — начале 1942 годов партизанские отряды были разбиты на множество частей, а связь с Заечаром и ячейкой партии в том городе была плохой. В первую половину 1942 года Вера наладила связь с Заечаром, была принята в Компартию Югославии.
В 1943 году вошла в состав Неготинского районного комитета КПЮ, несла службу в Тимокском партизанском отряде вместе с матерью и братом. В июне 1943 года Веру в селе Трнавац схватили солдаты из Сербской государственной стражи и передали её гестаповцам. После пыток Вера не выдала никого из своих соратников, за что в августе 1943 года ещё с десятком солдат была расстреляна в Заечаре.
5 июля 1951 Вера Радосавлевич была посмертно награждена Орденом Народного героя Югославии.